# Greve geral de 1926 no Reino Unido

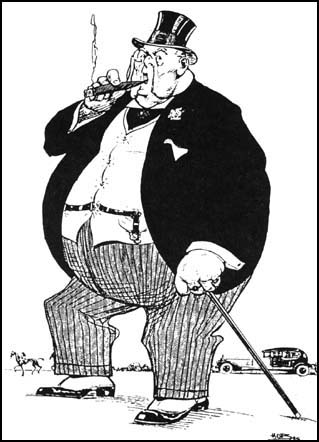
The Subsidised Mineowner - Poor Beggar! publicado na Trade Union Unity Magazine (1925)

A Greve Geral de 1926 no Reino Unido ocorreu entre os dias 3 a 12 de Maio, desencadeada pela secretaria-geral da Trades Union Congress, após negociações infrutíferas com o governo durante as discussões sobre os salários dos mineiros das minas de carvão.

## As causas da greve
Em 1925, as minas de carvão no Reino Unido sofreram uma crise econômica devido a 5 fatores principais:
- A Primeira Guerra Mundial levou a um consumo de carvão sem precedentes  e tinha esgotado algumas veias. A Grã-Bretanha tinha exportado menos carvão nos tempos de paz, que tinha permitido a outros países, como os Estados Unidos, Polônia e Alemanha, fincarem-se no mercado;

- A produtividade atingiu o nível mais baixo. 310 mil toneladas por ano por mina nos anos 1880, primeiro caiu para 247 mil toneladas, no início do século, para atingir 199 toneladas no início dos anos 1920;[1]

- A queda dos preços do carvão impulsionada pelo Plano Dawes de 1925, que permitiu à Alemanha a livre exportação de carvão para França e Itália, como compensação para a guerra;

- O regresso ao padrão-ouro instado por Winston Churchill, em 1925 para a manutenção de uma libra forte, reduziu as exportações e piorou a situação da economia, através de taxas de juros mais elevadas;

- A redução dos salários e o aumento diário das horas de trabalho dos mineiros pelas suas entidades patronais para a estabilização dos preços na produção do carvão.

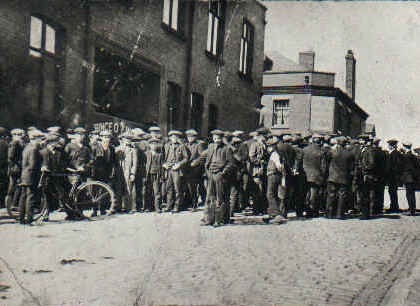
Mineiros parados durante a Greve Geral de 1926.

Quando os operadores de minas anunciaram a sua intenção de reduzir os salários, o TUC prometeu aos mineiros apoio à sua luta. A ameaça de uma greve geral levou o governo, liderado por Stanley Baldwin, a votar a favor de um subsídio de nove meses para manter os salários e dar início a um inquérito parlamentar, liderado por Herbert Samuel, para discutir possíveis soluções para a crise.
Este envolvimento do governo é mais comumente conhecido como "Red Friday" (Quinta-feira Vermelha) pois marca uma importante vitória para os trabalhadores e para o socialismo. Mas não só beneficiou os trabalhadores, sobretudo permitiu uma concessão ao Governo e ao patronato para se preparar para futuros conflitos. Herbert Smith, líder da Federação de Mineiros da Grã-Bretanha, disse também, nessa ocasião: "Não temos necessidade de glorificar esta vitória. É apenas uma trégua" (We have no need to glorify about victory. It is only an armistice).
O relatório que a comissão de Samuel publicou em Março de 1926 admitiu que a indústria precisava ser reorganizada, mas rejeitou a ideia de nacionalização, que tinha sido defendido para manutenção da produtividade e lucros na indústria em crise, um relatório da Sankey Commission, em 1919, mas foi rejeitado pelo então primeiro-ministro, David Lloyd George. Ele advogou pela redução dos salários para manter os lucros das empresas.
Na sequência da publicação do relatório da comissão de Samuel, operadores anunciaram uma extensão de horas de trabalho diário e reduções salariais que iam de 10 a 25%, dependendo da região. Eles também ameaçaram acionar um bloqueio em 1º de maio, se os sindicatos não aceitassem as suas propostas, uma prática pela qual os empregados, impedidos de trabalhar, esgotariam as suas poupanças e poderiam ser impostas duras condições de trabalho. O Miners' Federation of Great Britain (MFGB) recusaram os salários mais baixos e as negociações a nível regional, utilizando o slogan "Nem um centavo a menos na folha de pagamentos e nem um segundo a mais por dia" (Not a penny off the pay, not a second on the day).

## A greve geral
Um congresso foi organizado pela TUC em 1.º de Maio de 1926 que levou ao anúncio de uma greve de trabalhadores em geral, em apoio aos mineiros, para 3 de maio.

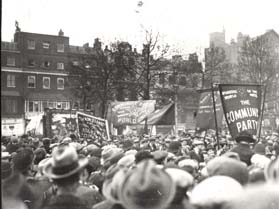
Comício no Hyde Park, durante a Greve Geral de 1926.

Os líderes do Partido Trabalhista tiveram medo, já que a greve tinha caráter revolucionário, e declararam-se contra a greve geral. Durante os dois dias que se seguiram ao anúncio do TUC, o governo e os empregadores multiplicaram as propostas para evitar conflitos, mas os seus esforços foram comprometidos quando, no último minuto antes da impressão da edição de 3 de Maio do Daily Mail, jornalistas recusaram-se a publicar um editorial contra a greve geral, de caráter patriótico, chamado "For King and Country" (Pelo Rei e pelo país). Quando Baldwin soube da sabotagem ao jornal, ele deixou a mesa de negociações para denunciar a ação dos jornalistas como um ataque à liberdade de imprensa.
Jorge V, contradizendo o governo que acreditava que o movimento era revolucionário, tomou posição em favor dos grevistas, dizendo: Tentem morar com seus vencimentos antes de julgá-los" (Try living on their wages before you judge them).
A opinião pública apoiou amplamente o governo, considerando a greve como um recuo da democracia na Grã-Bretanha para estabelecer o comunismo.
O TUC, para desfazer esses rumores de revolução, limitou a mobilização dos grevistas à indústrias-chave, tais como ferrovias, a imprensa, as docas e metalurgia.
O governo estava preparando-se para a crise durante os nove meses anteriores e haviam estabelecido organizações como a Organização para a manutenção da produção (Organization for the maintenance of supplies), para assegurar um nível mínimo de serviço nas zonas afetadas e a reprodução do mapa dos patriotas anti-bolcheviques para recrutar voluntários. O Governo fê-lo usando o Emergency Powers Act de 1920, para que os soldados e os voluntários pudessem assumir o lugar dos grevistas e continuassem a fazer circular a economia.
Em 4 de Maio de 1926, o número de grevistas foi entre 1,5 e 1,75 milhões de pessoas. O grau de mobilização dos trabalhadores grevistas surpreendeu tanto o governo como o TUC.
Em 5 de Maio, as máquinas de propaganda entraram em movimento. O Chancellor of the Exchequer, na época, Winston Churchill, tomou posição no jornal britânico The British Gazette: 
Eu não concordo que o TUC têm tanto direito quanto o Governo de publicar o seu lado do caso e para exortar seguidores a continuar a sua ação. É uma tarefa muito mais difícil alimentar a nação que destruí-la
O TUC publicou sua resposta no jornal britânico The British Worker: 
Não à guerra contra o povo. Temos receio de que o cidadão seja penalizado pela atitude anti-patriótica de proprietários de minas e do governo
Em 6 de Maio, quando subiu o tom, Baldwin disse: 
A greve geral é um ato de provocação ao parlamento que só pode conduzir à anarquia.
O setor dos transportes foi parcialmente reiniciado por voluntários e não-solidários com o movimento.
Em 7 de Maio, representantes do TUC e Herbert Samuel retomam as negociações para encontrar uma solução satisfatória para a greve, mas a Federação dos mineiros rejeitam as propostas. Entretanto, Churchill tinha tomado o controle dos fornecedores de papel, o que dificulta a divulgar propaganda através do jornal British Worker, e o governo anuncia que os trabalhadores que regressassem ao trabalho seriam protegidos de represálias dos outros grevistas.
Em 8 de Maio, a ação dos grevistas foi quebrada temporariamente nas docas de Londres pelo exército, que abriu o caminho para caminhões transportando alimentos para o Hyde Park, demonstrando, assim, o controle do governo sobre os eventos.
Em 11 de Maio, a Secretaria-Geral do TUC, alarmada com rumores de renovação maciça de trabalhores, publicado no British Worker: 
O número de grevistas não tem diminuído, é cada vez maior. O número de grevistas nunca foi maior do que hoje.
No mesmo dia, dois sindicatos entram com um processo judicial contra o TUC para não participarem mais na greve. O juiz Astbury deu-lhes razão e declarou a greve ilegal, privando o TUC da proteção do Trade Act de 1903 e impõe pesadas multas como compensação por perda de produção devido aos dias de greve. O governo conseguiu minar a base financeira do TUC e acionar o fim da greve.
Assim, em 12 de Maio de 1926, o Secretariado-Geral do TUC deslocou-se a 10 Downing Street a anunciar a sua decisão de convocar para o reinício dos trabalhos concordando com as condições especificadas no relatório da comissão, em troca de promessa do governo a Samuel, de evitar a retaliação dos grevistas. O governo descarta a responsabilidade sobre os grevistas e disse que não tinha nenhuma maneira de obrigar os empregadores a retomar com todos os trabalhadores que participaram na greve. O TUC foi forçado a aceitar uma rendição incondicional.

## Consequências do movimento
Durante vários meses, os grevistas continuaram a resistir, mas o movimento perdeu ímpeto gradualmente. No final de novembro, muitos dos mineiros tinham regressado ao trabalho. Muitos trabalhadores que participaram da greve foram demitidos e colocados em uma lista negra por vários anos, e quem retomou nos últimos dias teve que aceitar salários mais baixos regulamentados por comissões oficiais.
Em 1927, o governo promulgou a Trade Disputes and Trade Union Act, que proíbe apoio a greves, o  financiamento ilegal dos partidos políticos incluídos  com inscrições obrigatórias nas contribuições dos sindicatos e filiação de funcionários em sindicatos filiados à TUC e a multiplicação de piquetes.
Os efeitos da lei são rapidamente sentidos nas minas de carvão. No início da Segunda Guerra Mundial, o número de postos de trabalho no setor diminuiu em um terço ao passo que a produção tinha aumentado 50%.